# Desmozosteria scripta
Desmozosteria scripta är en kackerlacksart som beskrevs av M. Josephine Mackerras 1966. Desmozosteria scripta ingår i släktet Desmozosteria och familjen storkackerlackor. Inga underarter finns listade i Catalogue of Life.